# ثربة
ثربة، قرية من قرى محافظة العلا، والتابعة لمنطقة المدينة المنورة في السعودية. تقع في شمال المدينة المنورة، وتبعد عنها بمسافة تقارب (350) كيلو متر، وعن العلا بمسافة تقارب (50) كيلو متر.